# Angkor Thom

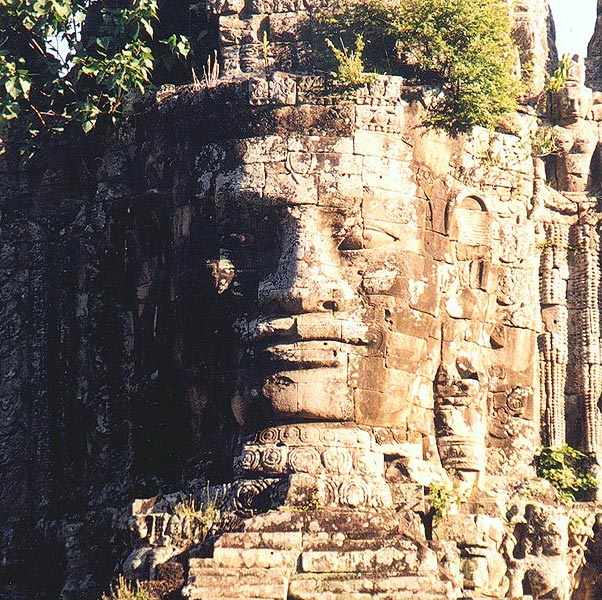
Tháp mặt người tại cửa Nam, tạc hình Quán Thế Âm

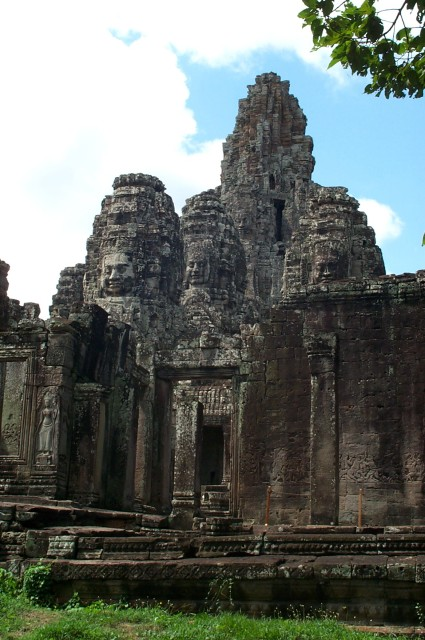
Đền Bayon, Angkor Thom

Angkor Thom (tiếng Khmer: អង្គរធំ) là thành phố thủ đô cuối cùng và lâu dài nhất của Đế quốc Khmer. Thành được vua Jayavarman VII (Giay-a-vác-man) xây dựng vào cuối thế kỷ XII. Thành rộng 9 km², bên trong có nhiều đền thờ từ các thời kỳ trước cũng như các đền thờ được Jayavarman và những người nối nghiệp ông xây dựng. Tại trung tâm thành là ngôi đền quốc gia của Jayavarman, đền Bayon, với các di tích khác quần tụ quanh khu quảng trường Chiến thắng nằm ngay phía Bắc đền.

## Lịch sử
Angkor Thom đã được xây dựng để làm thủ đô vương quốc của Jayavarman VII, và là trung tâm của chương trình xây dựng khổng lồ của ông. Một tấm bia được tìm thấy trong thành phố đã viết về Jayavarman VII như là chú rể và thành Angkor Thom như là cô dâu của ông.
Tuy nhiên, Angkor Thom không phải thủ đô đầu tiên của Khmer tại địa điểm này. Trước đó 3 thế kỷ, Yashodharapura ở gần đó về phía Tây Bắc đã là thủ đô. Angkor Thom trùm lên một phần của thành phố đó. Các đền thờ nổi tiếng nhất của thời kỳ cổ hơn nằm trong thành phố là Baphuon - ngôi đền quốc gia cũ, và Phimeanakas - ngôi đền đã được nhập vào Cung điện Hoàng gia. Người Khmer đã không phân biệt rõ ràng giữa Angkor Thom và Yashodharapura, thậm chí đến thế kỷ 14, một tấm bia vẫn còn sử dụng tên cũ (Higham 138). Cái tên Angkor Thom — thành phố vĩ đại — đã được sử dụng từ thế kỷ 16.
Ngôi đền cuối cùng được biết là đã được xây dựng tại Angkor Thom là Mangalartha, được khánh thành năm 1295. Từ đó, các công trình thỉnh thoảng lại được sửa chữa, nhưng các công trình mới được xây dựng bằng các vật liệu dễ hỏng đã không tồn tại được đến nay. Trong các thế kỷ tiếp theo, Angkor Thom vẫn là thủ đô của vương quốc trong thời kỳ suy tàn cho đến khi nó bị bỏ hoang bắt đầu từ khoảng trước năm 1609, khi một du khách phương Tây viết về một thành phố bỏ hoang: "kỳ diệu như Atlantis của Plato" mà có người cho là đã được xây dựng bởi Hoàng đế La Mã Trajan (Higham 140).

## Phong cách
Angkor Thom được xây dựng theo phong cách Bayon. Điều này thể hiện ở quy mô lớn của các công trình, trong việc sử dụng rộng rãi đá ong làm vật liệu xây dựng, trong các tháp mặt người tại các lối vào thành phố và trong hình tượng naga tại mỗi tháp trong khu đền.

## Vị trí
Thành phố nằm trên bờ hồ Tonlé Sap, cách hồ khoảng 1/4 dặm. Cổng phía Nam của Angkor Thom nằm cách thành phố Siem Reap 7,2 km về phía Bắc, cách cổng vào đền Angkor Wat 1,7 km về phía Bắc. Các bức tường thành (cao 8 m, dài 3 km, bên ngoài là hào nước) bao quanh một khu vực rộng 9 km². Tường thành được xây bằng đá ong với bờ công sự trên đỉnh. Tại mỗi hướng Đông, Tây, Nam, Bắc, có một cổng thành. Các con đường dẫn từ các cổng thành thẳng đến đền Bayon tại trung tâm thành phố. Do bản thân Bayon không có tường hay hào của riêng mình, các nhà khảo cổ học giải thích rằng các tường và hào của thành phố đại diện cho núi và biển bao quanh Núi Meru của Bayon (Glaize 81). Một cổng khác — Cổng Chiến thắng — nằm cách cổng phía Đông 500 m; con đường Chiến thắng chạy song song với con đường phía đông để dẫn tới Quảng trường Chiến thắng và Cung điện Hoàng gia ở phía Bắc Bayon.

Map of the Central Angkor Thom

Các khuôn mặt trên các ngọn tháp cao 23 m tại các cổng thành (sau này được bổ sung vào công trình chính) giống với các khuôn mặt tại đền Bayon và đặt ra cùng một vấn đề về cách giải thích ý nghĩa. Các khuôn mặt này có thể đại diện cho chính nhà vua, Quan Thế Âm bồ tát (Avalokitesvara), các thần hộ vệ các hướng của vương quốc, hoặc một kết hợp nào đó của những vị này. Trước mặt mỗi cổng thành có một bờ đường đắp ngang qua hào nước, dọc theo mỗi bên đường có một hàng các deva, mỗi hàng nâng một naga trong tư thế kéo co. Có vẻ đây là một hình tượng về truyền thuyết Samudra manthan (khuấy Biển Sữa) - một truyền thuyết phổ biến tại Angkor. Đền-núi Bayon, hay có lẽ chính cổng thành (Glaize 82), có thể là cái trục của sự kiện khuấy biển. Các naga có thể cũng đại diện cho sự chuyển dịch từ thế giới loài người tới thế giới của thần thánh (đền Bayon), hoặc là các thần hộ vệ (Freeman and Jacques 76). Các cổng vào có kích thước 3,5 × 7 m và có thể đã được đóng bằng các cánh cửa gỗ (Glaize 82). Cổng phía Nam cho đến nay là nơi được thăm viếng thường xuyên nhất, do đây là lối vào chính của khách du lịch.
Tại mỗi góc thành phố là một Prasat Chrung — điện thờ đặt tại góc — được xây dựng bằng sa thạch và để thờ Quán Thế Âm. Các điện thờ này có hình chữ thập với một tháp trung tâm và hướng về phía đông.
Bên trong thành có một hệ thống kênh đào dẫn nước chảy từ phía Đông Bắc tới phía Tây Nam. Khu đất được bao bọc bởi tường thành có thể đã là nơi xây dựng các tòa nhà thế tục của thành phố, nhưng các tòa nhà này đã không còn tồn tại. Khu vực này ngày nay được bao phủ bởi rừng cây.
Trừ đền Bayon, tất cả các di tích chính đều nằm tại phía Tây hoặc phía Đông của Quảng trường Chiến thắng. Tính từ Nam tới Bắc, các di tích này là Baphuon, Sân Voi, Phimeanakas và Cung điện Hoàng gia, Sân Vua Cùi, Tep Pranam và Preah Palilay; ở phía Đông, Prasats Suor Prat, đền Khleang phía Nam, đền Khleang phía Bắc và Preah Pithu.